# اصغر دادبه
اصغر دادبه (زادهٔ ۱۸ اسفند ۱۳۲۵ در یزد)، استاد فلسفهٔ اسلامی و ادبیات عرفانی دانشگاه علامه طباطبایی و مدیر گروه ادبیات دائرةالمعارف بزرگ اسلامی، همچنین مدیر گروه زبان و ادبیات فارسی در دانشکدهٔ علوم انسانی دانشگاه آزاد اسلامی واحد تهران شمال است. اصغر دادبه در سال ۱۳۸۱، در دومین همایش چهره‌های ماندگار، به‌عنوان چهرهٔ ماندگار در عرصهٔ ادبیات عرفانی و فلسفهٔ اسلامی معرفی شد.

## تحصیلات
اصغر دادبه در ۱۸ اسفند ۱۳۲۵ در شهر یزد زاده شد. او در ۵ سالگی نزد ملاربابه در یزد قرآن آموخت و تحصیلات ابتدایی را نیز در همان شهر گذراند. وی در سال۱۳۳۹ با خانواده به تهران آمد و تحصیلات خود را در کنار کار کردن ادامه داد.‌‌
او در خرداد سال ۱۳۴۴، پس از اخذ دیپلم، موفق به ادامه تحصیل در دانشگاه تهران در رشتهٔ الهیات، گرایش حکمت و فلسفهٔ اسلامی گردید. پس از دورهٔ کارشناسی، در شهریور ۱۳۴۸ به ادامه تحصیل در مقطع کارشناسی ارشد و دکتری همان رشته پرداخت و از پایان‌نامهٔ دکتری خود در خرداد ۱۳۵۹ دفاع کرد. وی از شاگردان امیرحسن یزدگردی، مهدی حمیدی شیرازی و احمد مهدوی دامغانی بود و نزد جواد مصلح و مرتضی مطهری فلسفه آموخته است. امیرحسین آریان‌پور نیز استاد فلسفه غرب او بوده است. او هم اکنون از استادان دانشگاه در حوزه‌های مختلف از جمله فلسفه، حکمت، کلام و ادبیات و حافظ‌شناسی در ایران است. او در ۱۳۵۲ با صنم‌بر عباسیان ازدواج کرد که حاصل این پیوند ۴ دختر شد.
دادبه استاد فلسفهٔ اسلامی و ادبیات عرفانی دانشگاه علامه طباطبایی و مدیر گروه ادبیات دائرةالمعارف بزرگ اسلامی، همچنین مدیر گروه زبان و ادبیات فارسی در دانشکدهٔ علوم انسانی دانشگاه آزاد اسلامی واحد تهران شمال است. او در سال ۱۳۵۳ به استخدام «دانشکده مکاتبه‌ای» دانشگاه سپاهیان انقلاب (ابوریحان بیرونی) که بعدها «دانشگاه پیام نور» تبدیل شد درآمد و از ۲۰ مهر همان سال در این واحد دانشگاهی آغاز به کار کرد. وی در سال‌های ۱۳۶۱ و ۱۳۶۲ در گروه زبان و ادبیات فارسی دانشگاه علامه طباطبایی به مشغول تدریس شد و در ۱۳۶۵ همکاری خود را با دایره‌المعارف تشیع آغاز کرد. او در سال ۱۳۷۰ گروه فلسفه را در دانشگاه علامه طباطبایی بنیاد نهاد و مدیریت آن را تا پایان سال ۱۳۷۶ عهده‌دار بود. سرانجام در ۱۳۸۵ بازنشسته شد. او در ضمن تدریس در دانشگاه علامه،‌ در دانشگاه آزاد اسلامی نیز مشغول به تدریس بود. تأسیس دوره کارشناسی کارشناسی ارشد زبان و ادبیات فارسی (۱۳۸۶) و دوره دکتری و همچنین سردبیری دو فصلنامه به نام‌های یگانه (۱۳۷۹) و جستارهای ادبی (۱۳۸۷ـ بهار ۱۳۹۷) از جمله فعالیت‌های وی در دانشگاه آزاد بود. وی در سال ۱۳۹۶ به عضویت هیأت مدیره و شورای علمی انجمن آثار و مفاخر فرهنگی درآمد و تا شهریور ۱۴۰۱ در آن سمت باقی ماند.

## سوابق اجرایی
دادبه سمت‌های مختلفی را عهده دار بوده‌است از جمله آنها:
- عضو شورای عالی علمی دايرة المعارف بزرگ اسلامی از ۱۳۷۸ تاکنون

- مدير گروه ادبيات فارسی دايرة المعارف بزرگ اسلامی

- عضو هیئت علمی دانشگاه علامه طباطبایی در گروه فلسفه

- استاد مدعو در گروه زبان و ادبیات فارسی دانشگاه یزد از ۱۳۷۹

- عضو شورای علمی گروه برون‌مرزی فرهنگستان زبان و ادب فارسی

- سردبير نشريۀ جستارهای ادبی، فصلنامهٔ علمی ـ پژوهشی دانشگاه آزاد اسلامی واحد تهران شمال

## آثار
او مؤلف حدود سیصد مقالهٔ فلسفی، عرفانی، کلامی، و ادبی در دائرةالمعارف‌ها، مجلات دانشگاهی و مجلات غیردانشگاهی است. از جمله مقالات مشهور او می‌توان به «بررسی سبک‌شناختی توضيح الاخلاق تحرير خليفه سلطان»، «نگاهی به اسماعيليه و نظريه‌های کلامی فلسفی در مکتب اسماعيلی»، «شمول معنايی شعر حافظ و تأويل‌های يک سو نگرانه» و «خرقه‌سوزی آيينی رندانه اما آرمانی» اشاره کرد.

### تألیف
برخی از آثار او که در قالب کتاب به چاپ رسیده‌اند عبارتند از:
- کلیات فلسفه
- فخر رازی
- فرهنگ اصطلاحات کلامی (آمادهٔ چاپ)
- الحکمة العرشیة ملاصدرا
- حافظ (زندگی و انديشه)، (مجموعه مقالات) زير نظر کاظم موسوی بجنوردی

### ویرایش و تصحیح
- شرکت در تصحیح و تعلیق دیوان نجیب کاشانی[۴]
- تصحیح و تعلیق تاریخ کشیک‌خانه از نجیب کاشانی (آمادهٔ چاپ)
- رسالهٔ منطق هنر شهر (آمادهٔ چاپ)
- شناخت‌شناسی در فلسفهٔ اسلامی (آمادهٔ چاپ)
- تصحيح حواصل و بوتيمار، از اميرحسن يزدگردی[۴]
- نظارت بر تصحیح دیوان ظهیر فاریابی، براساس یادداشت‌هایی از دکتر امیرحسن یزدگردی[۴]

### نگارش مقدمه
- سرود آزاد (مجموعه شعر فخرالدین مزارعی)
- مفهوم رندی در شعر حافظ از فخرالدین مزارعی
- حواصیل و بوتیمار از امیرحسن یزدگردی
- جانان عشق و جان خط، یادنامه استاد منوچهر قدسی

## افتخارات و جوایز
اصغر دادبه در سال ۱۳۸۱، در دومین همایش چهره‌های ماندگار، به‌عنوان چهرهٔ ماندگار در عرصهٔ ادبیات عرفانی و فلسفهٔ اسلامی معرفی شد. انجمن آثار و مفاخر فرهنگی ایران، طی برگزاری مراسم بزرگداشتی برای او در اول مردادماه ۱۴۰۲ دادبه را به عنوان یکی از مفاخر ایران‌زمین معرفی کرد.‌‌‌ کتاب زندگی‌نامه و خدمات علمی و فرهنگی دکتر اصغر دادبه را انجمن آثار و مفاخر فرهنگی در ۵۹۶ صفحه در شرح زندگی او تدوین و منتشر کرده است.